# Lac Saint Clair (Nouvelle-Galles du Sud)
Pour les articles homonymes, voir Lac Sainte-Claire et lac Saint Clair (Tasmanie).
Le lac Saint Clair est un lac artificiel, résultant de la construction d'un barrage sur la rivière Glennies Creek, un affluent du fleuve Hunter construit près de Singleton, en Nouvelle-Galles du Sud, en Australie. Le barrage connu sous le nom de "Glennies Creek Dam", haut de 67 mètres, retient derrière lui un lac qui, à hautes eaux, est long de 16 km et contient 283 millions de mètres-cubes d'eau.

## Galerie

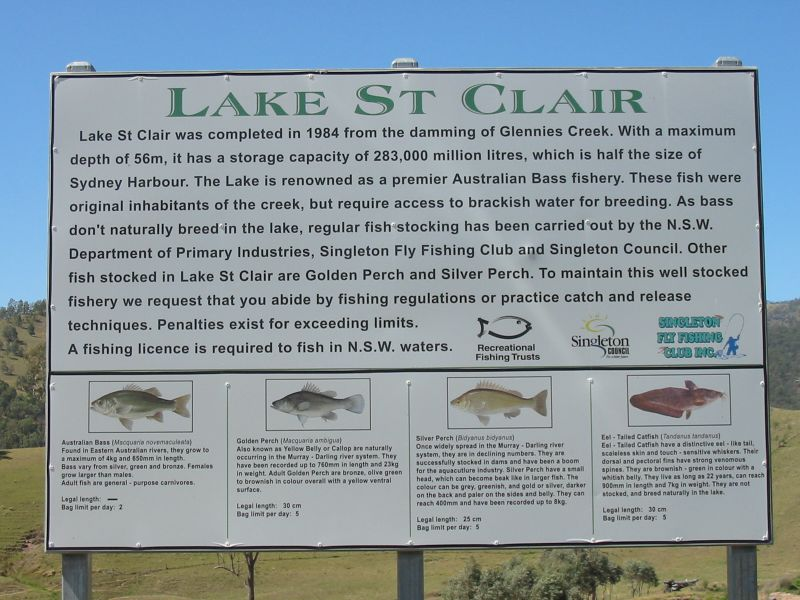
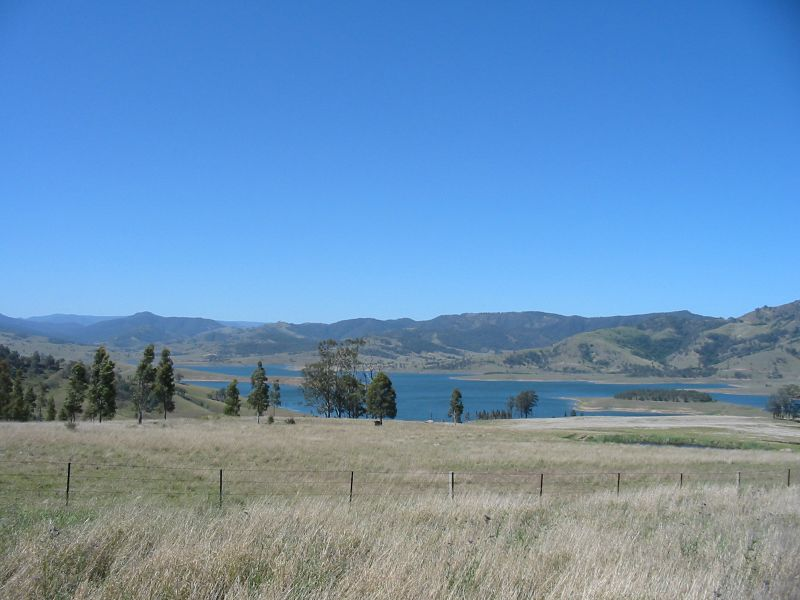
Lac Sante Claire